# 張弘俊
張弘俊，字識之，順天府大興縣人。清初政治人物。

## 生平
張弘俊於順治四年（1647年）中式丁亥科二甲第十名進士。選庶吉士，散館授編修，官至福建按察使。